# Saint-Folquin
Saint-Folquin (prononcé [sɛ̃ fɔlkɛ̃] ; Sint-Volkwin en flamand) est une commune française située dans le département du Pas-de-Calais en région Hauts-de-France. Ses habitants sont appelés les Saint-Folquinois. La commune est membre de la communauté de communes de la Région d'Audruicq.
La commune de Saint-Folquin (nom officiel depuis 1801), bordée par l'Aa canalisé et limitrophe du département du Nord, est située dans le nord-est du département du Pas-de-Calais à 20 km, à vol d'oiseau, à l'est de la commune de Calais. C’est une commune arrière littorale de type commune rurale à habitat dispersé selon l'Insee, appartenant à l’unité urbaine de Saint-Omer, avec une population de 2 339 habitants au dernier recensement de 2022, elle connait un creux de population en 1968 avec 1 335 habitants. La commune s’inscrit dans les « paysages des dunes de la mer du Nord » tels qu’ils sont définis dans l’atlas de paysages. Une particularité de ces paysages est la présence de moëres (marais en flamand), situés à - 4 m. leur assèchement est entrepris dès 1619 par 23 moulins à vent qui vont pomper l’eau et l’acheminer vers la mer par des watringues. Ces polders, terres gagnées sur la mer, ainsi constitués sont les plus anciens de l’Europe du Nord. Sur le territoire communal, entre fleuve, rivières, canaux et watringues, on compte jusqu'à seize cours d'eau. 

## Géographie

### Localisation
Localisée dans le nord-est du département du Pas-de-Calais et limitrophe du département du Nord, Saint-Folquin est une commune rurale, bordée par l'Aa canalisé, située, à vol d'oiseau, à 8 km au nord-nord-est de la commune d'Audruicq, dont elle est limitrophe, à 16 km au sud-ouest de la commune de Dunkerque (aire d'attraction) et à 20 km à l'est de la commune de Calais (chef-lieu d'arrondissement).
Le territoire de la commune est limitrophe de ceux de sept communes, dont trois, Gravelines, Saint-Georges-sur-l'Aa et Bourbourg, dans le département du Nord.
Les communes limitrophes sont Gravelines, Bourbourg, Saint-Georges-sur-l'Aa, Audruicq, Oye-Plage, Sainte-Marie-Kerque et Saint-Omer-Capelle.

### Hydrographie
La commune, située dans le bassin Artois-Picardie, est, selon le Service d'administration nationale des données et référentiels sur l'eau (Sandre), drainée par seize cours d'eau :
- l'Aa canalisée, d'une longueur de 36,75 km, qui prend sa source dans la commune d'Arques, et se jette dans la mer du Nord au niveau de la commune de Gravelines[3] ;
- le canal de Calais, d'une longueur de 32,51 km, qui prend sa source dans la commune de Saint-Pierre-Brouck, dans le département du Nord, et se jette dans la Manche au niveau de la commune de Calais[4] ;
- la rivière d'Oye, d'une longueur de 13,52 km, qui prend sa source dans la commune de Marck et se jette dans l'Aa canalisée au niveau de la commune de Gravelines[5] ;
- la Hem, d'une longueur de 8,25 km qui prend sa source dans la commune de Sainte-Marie-Kerque et se jette dans l'Aa canalisée au niveau de la commune[6] ;
- le Grand Drack, d'une longueur de 7,22 km qui prend sa source dans la commune de Vieille-Église et se jette dans la rivière d'Oye au niveau de la commune de Gravelines[7] ;
- le repdick lambert, d'une longueur de 1,21 km qui prend sa source dans la commune et y termine sa course[8] ;
- le bras de décharge du schelvliet, d'une longueur de 0,78 km qui prend sa source dans la commune et se jette dans la Schelvliet au niveau de la commune de Gravelines[9] ;
- l'ancien canal de Calais, d'une longueur de 0,3 km qui prend sa source dans la commune de Sainte-Marie-Kerque et se jette dans la canal de Calais au niveau de la commune[10] ;
- le grand drack, d'une longueur de 0,15 km qui prend sa source dans la commune et se jette dans l'Aa canalisée au niveau de la commune[11].

Ainsi que de six watergangs et un cours d'eau au toponyme hydrographique inconnu,,,,,,.

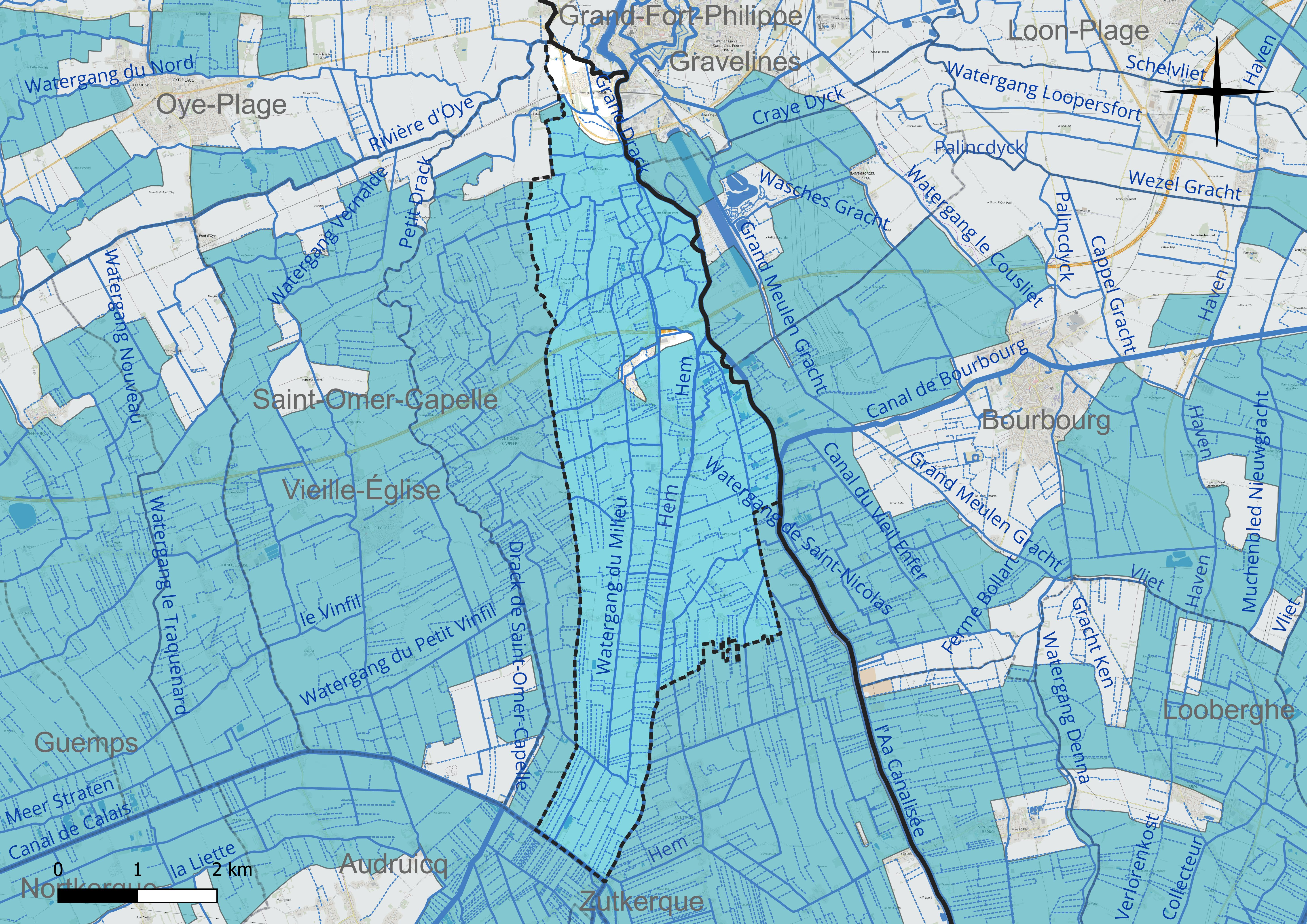
Réseau hydrographique de Saint-Folquin.

### Climat
Pour des articles plus généraux, voir Climat des Hauts-de-France et Climat du Nord-Pas-de-Calais.
En 2010, le climat de la commune est de type climat océanique altéré, selon une étude du Centre national de la recherche scientifique (CNRS) s'appuyant sur une série de données couvrant la période 1971-2000. En 2020, Météo-France publie une typologie des climats de la France métropolitaine dans laquelle la commune est exposée à un climat océanique et est dans la région climatique Côtes de la Manche orientale, caractérisée par un faible ensoleillement (1 550 h/an) ; forte humidité de l’air (plus de 20 h/jour avec humidité relative > 80 % en hiver), vents forts fréquents.
Pour la période 1971-2000, la température annuelle moyenne est de 10,8 °C, avec une amplitude thermique annuelle de 13,5 °C. Le cumul annuel moyen de précipitations est de 724 mm, avec 12,4 jours de précipitations en janvier et 7,8 jours en juillet. Pour la période 1991-2020, la température moyenne annuelle observée sur la station météorologique la plus proche, située sur la commune de Marck à 12 km à vol d'oiseau, est de 11,0 °C et le cumul annuel moyen de précipitations est de 737,1 mm,. Pour l'avenir, les paramètres climatiques de la commune estimés pour 2050 selon différents scénarios d'émission de gaz à effet de serre sont consultables sur un site dédié publié par Météo-France en novembre 2022.

### Paysages
Pour un article plus général, voir Paysage en France.
La commune s'inscrit dans les « paysages des dunes de la mer du Nord » tels qu’ils sont définis dans l’atlas de paysages de la région Nord-Pas-de-Calais, conçu par la direction régionale de l'Environnement, de l'Aménagement et du Logement (DREAL),.
Ces paysages concernent 23 communes du Nord et du Pas-de-Calais avec trois pôles d’attraction que sont Calais à l'ouest et Dunkerque à l’est et, dans une moindre mesure, Gravelines au centre où se trouve le delta du fleuve côtier l’Aa. On y distingue trois parallèles : la frange côtière avec son cordon dunaire ; l'ancienne route nationale 1 et l'Autoroute A16.
Ces paysages sont composés d’un cordon dunaire de 60 km typique des paysages nordiques et que l’on retrouve aux Pays-Bas et en Belgique. Ce cordon littoral datant du VIIIe siècle s’est constitué durant la dernière transgression marine et joue un rôle de digue en protégeant la plaine maritime de l’invasion de la mer. Sa taille n’excède pas, en largeur, quelques centaines de mètres et, en hauteur, une dizaine de mètres.
Une particularité de ces paysages est la présence de moëres (marais en flamand), point le plus bas du territoire français, avec une altitude de - 4 m. leur assèchement est entrepris dès 1619 par 23 moulins à vent qui vont pomper l’eau et l’acheminer vers la mer par des watringues. Ces polders, terres gagnées sur la mer, ainsi constitués sont les plus anciens de l’Europe du Nord.
Les cultures ne représentent que 35 % de ces paysages des dunes de la mer du Nord.
Concernant l'activité humaine, à l’ouest de ces paysages se trouve : la région de Calais, avec le tunnel sous la Manche et l'activité portuaire de Calais tournée vers l’Angleterre ; à l’est, la zone urbaine de Dunkerque et ses installations portuaires et, au centre, la zone de Gravelines avec son port de plaisance et sa centrale nucléaire.
Sur le plan de la biodiversité, on y observe de nombreux déplacements d’oiseaux marins, côtiers ou terrestres ainsi que des phoques veau-marin installés sur les bancs de sable.

### Milieux naturels et biodiversité

#### Zones naturelles d'intérêt écologique, faunistique et floristique
L’inventaire des zones naturelles d'intérêt écologique, faunistique et floristique (ZNIEFF) a pour objectif de réaliser une couverture des zones les plus intéressantes sur le plan écologique, essentiellement dans la perspective d’améliorer la connaissance du patrimoine naturel national et de fournir aux différents décideurs un outil d’aide à la prise en compte de l’environnement dans l’aménagement du territoire.
Le territoire communal comprend une ZNIEFF de type 1 : les reliques de marais maritimes entre Audruicq, Bourbourg et St-Folquin, d’une superficie de 99 hectares et d'une altitude variant de 1  à   6 mètres. ce site s’inscrit au sein d’un complexe de polders comportant un important réseau de fossés, de cours d’eau et de cultures.
et une ZNIEFF de type 2 : la plaine maritime flamande entre Watten, Loon-Plage et Oye-Plage, d’une superficie de 19 150 hectares et d'une altitude variant de 0  à   8 mètres. La plaine maritime flamande est composé d’habitats naturels, semi-naturels et artificiels qui ont conservé une réelle valeur biologique, tant floristique que faunistique.

Carte des ZNIEFF de type 1 et 2 sur la commune
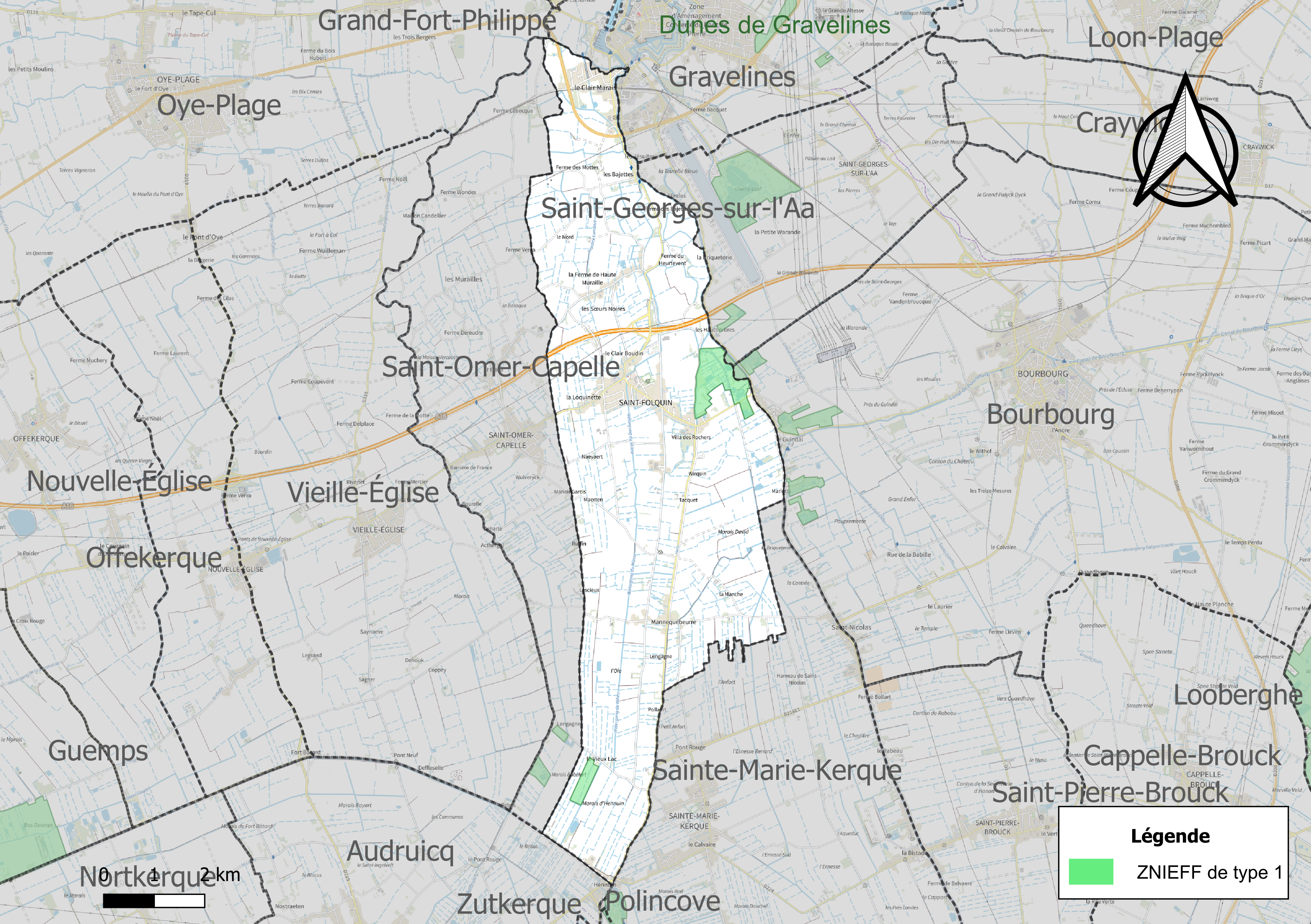
Carte de la ZNIEFF de type 1 sur la commune.
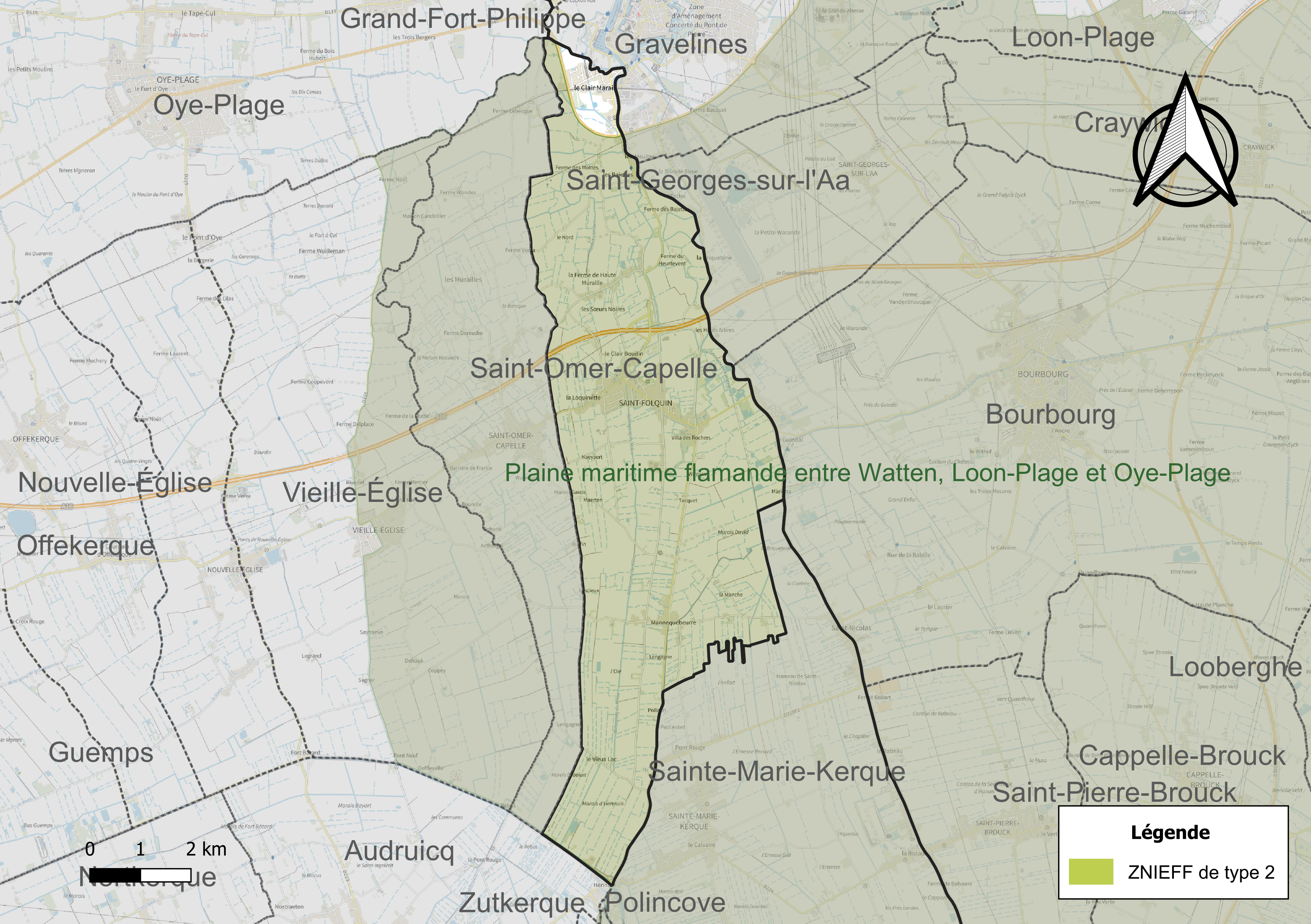
Carte de la ZNIEFF de type 2 sur la commune.

#### Espèces faunistiques et floristiques
L’Inventaire national du patrimoine naturel (INPN) recense plusieurs espèces faunistiques et floristiques sur le territoire de la commune dont certaines sont protégées et d’autres menacées et quasi-menacées.

## Urbanisme

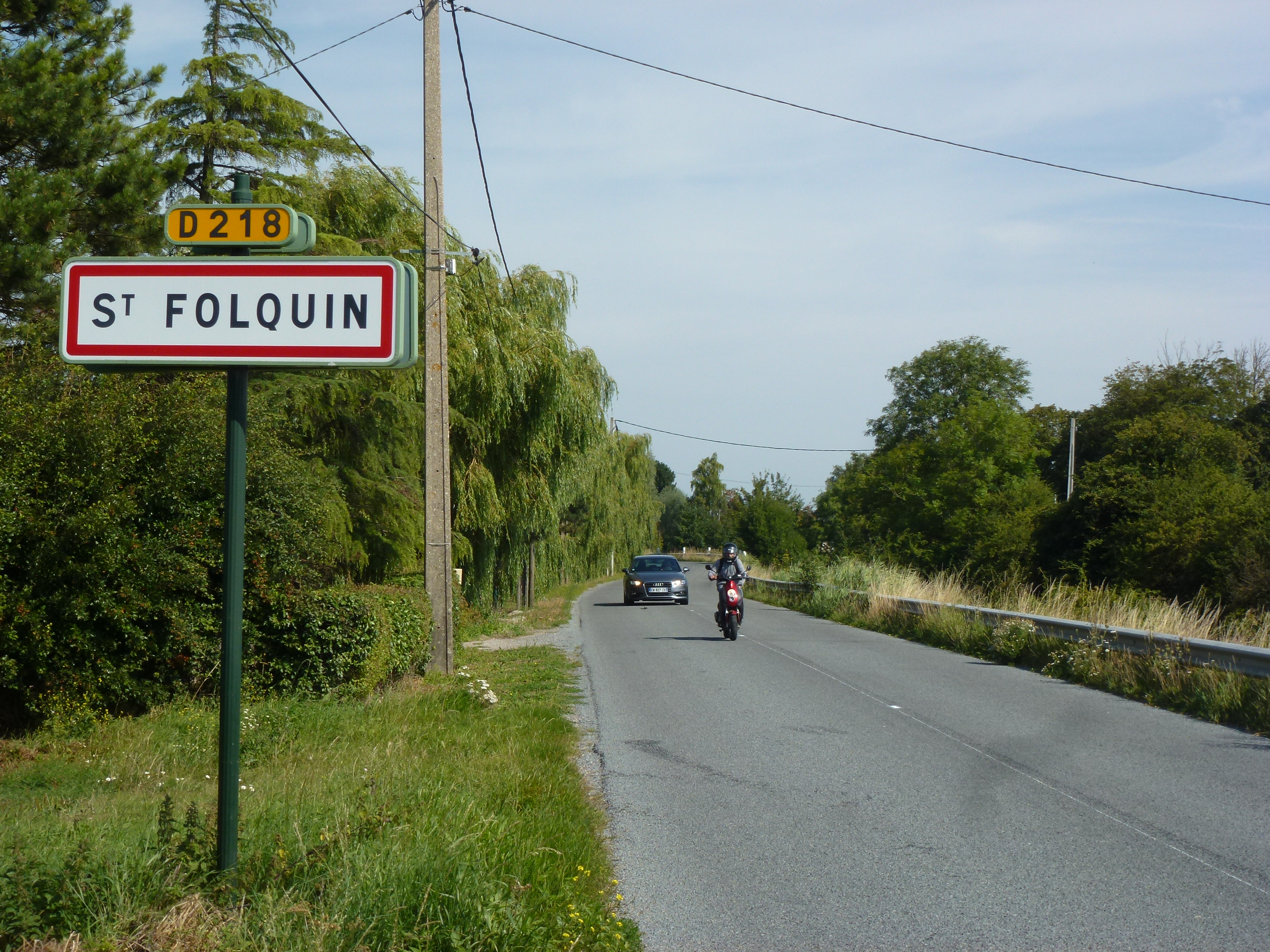
Entrée de Saint-Folquin, au long du Mardick
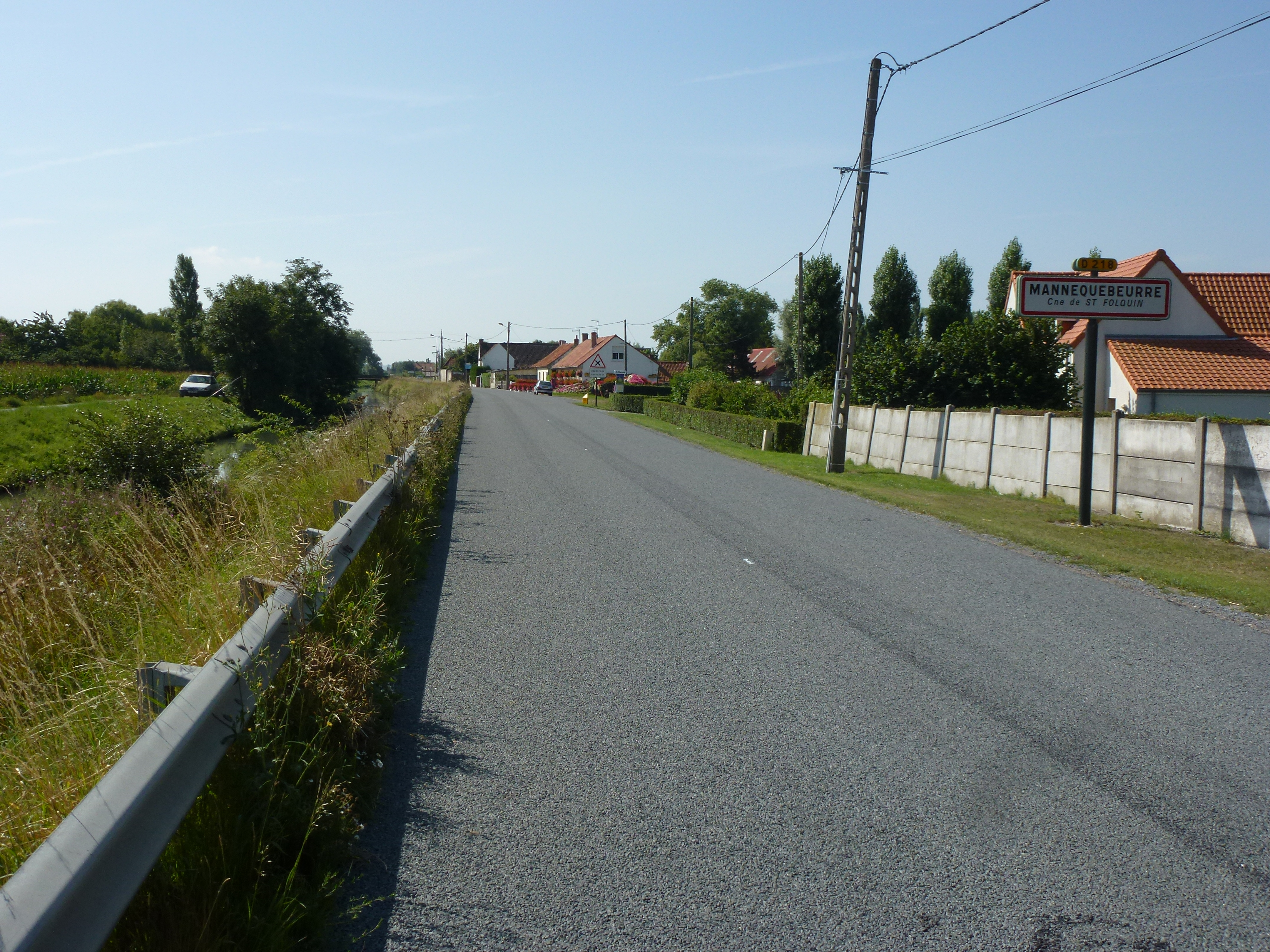
Entrée de Mannequebeurre, au long du Mardick

### Typologie
Au 1er janvier 2024, Saint-Folquin est catégorisée commune rurale à habitat dispersé, selon la nouvelle grille communale de densité à sept niveaux définie par l'Insee en 2022.
Elle appartient à l'unité urbaine de Saint-Folquin, une agglomération intra-départementale regroupant deux  communes, dont elle est ville-centre,,. Par ailleurs la commune fait partie de l'aire d'attraction de Dunkerque, dont elle est une commune de la couronne,. Cette aire, qui regroupe 66 communes, est catégorisée dans les aires de 200 000 à moins de 700 000 habitants,.

### Occupation des sols
L'occupation des sols de la commune, telle qu'elle ressort de la base de données européenne d’occupation biophysique des sols Corine Land Cover (CLC), est marquée par l'importance des territoires agricoles (95 % en 2018), une proportion sensiblement équivalente à celle de 1990 (95,5 %). La répartition détaillée en 2018 est la suivante : 
terres arables (92,1 %), zones urbanisées (5 %), prairies (2,9 %). L'évolution de l’occupation des sols de la commune et de ses infrastructures peut être observée sur les différentes représentations cartographiques du territoire : la carte de Cassini (XVIIIe siècle), la carte d'état-major (1820-1866) et les cartes ou photos aériennes de l'IGN pour la période actuelle (1950 à aujourd'hui).

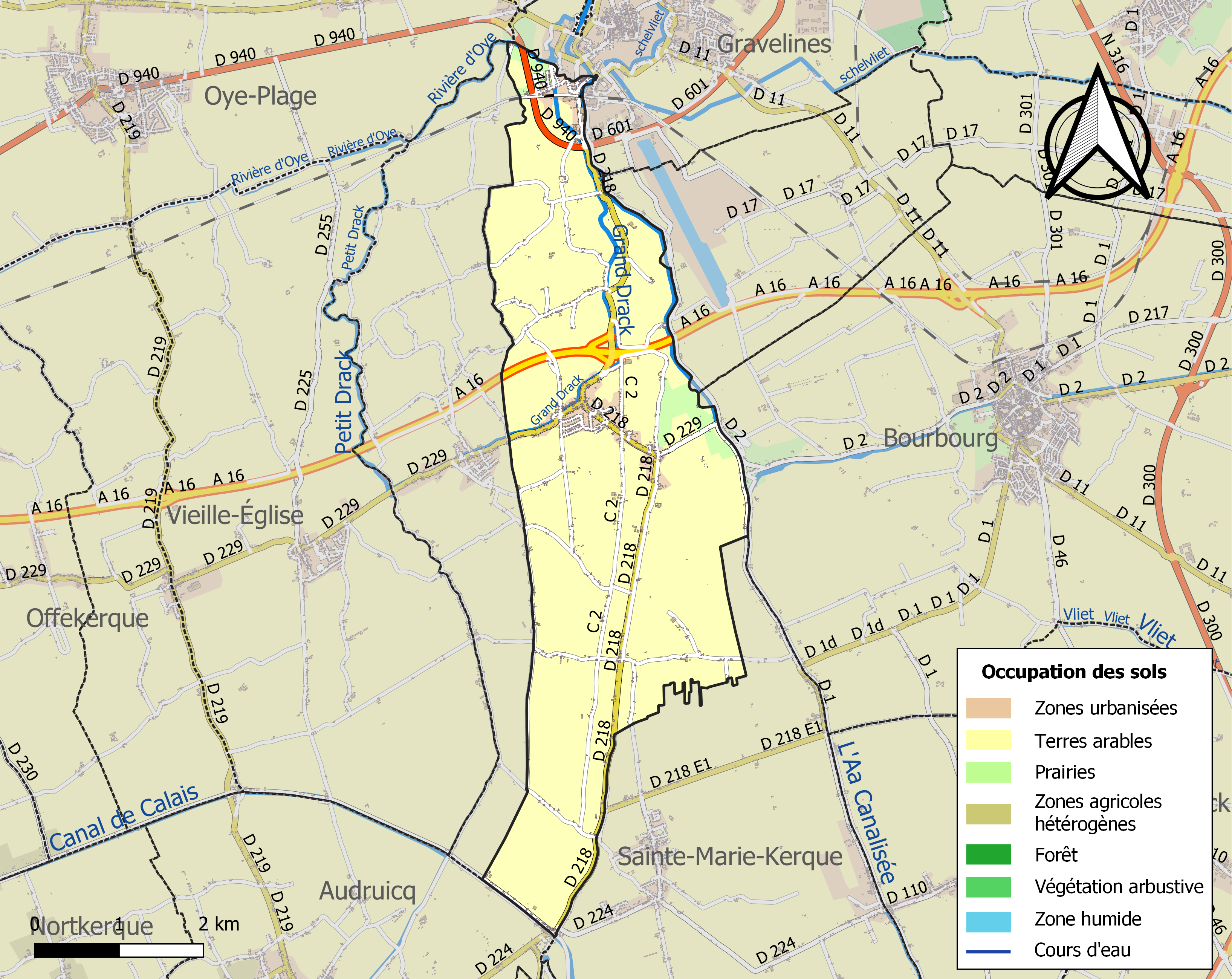
Carte des infrastructures et de l'occupation des sols de la commune en 2018 (CLC).

### Lieux-dits, hameaux et écarts
Le hameau de Mannequebeurre est situé le long du cours d'eau le Mardick.

## Toponymie
Le nom de la localité est attesté sous les formes Sanctus Folquinus in Gravenenga en 1040 ; Sancti Folquini Kerke en 1119 ; Folkinglise en 1296 ; Saint-Folkin-Église en 1429 ; Saint Folquin au XVIIIe siècle ; Le Bas-Morin en 179 ; Saint Folquin en 1793 et Saint-Folquin depuis 1801.
Saint-Folquin est un hagiotoponyme qui fait référence à l'évêque Folquin de Thérouanne qui était cousin de l'empereur Charlemagne et vécut au IXe siècle. Il devint évêque de Therouanne en 816 et se distingua en particulier en défendant son diocèse face aux Vikings. Après sa mort, sa notoriété fut importante en particulier chez les moines de l'abbaye Saint-Bertin à Saint-Omer.
Durant la Révolution, la commune porte le nom de Le Bas-Morin.
Sint-Volkwin en flamand.

## Histoire
Saint-Folquin, apparait vers 1040, après que cette partie de la Flandre maritime ait été asséchée par la volonté des comtes de Flandre. Le village à ses débuts paie la dîme du hareng, due par les villages côtiers, témoignage de sa proximité probable avec l'ancien estuaire de l'Aa, lequel avec le temps a vu son embouchure dériver vers l'est.
Saint-Folquin faisait autrefois partie du Pays de Langle qui comprenait quatre communes : Saint-Folquin, Sainte-Marie-Kerque, l'actuel hameau de Saint-Nicolas, (Bourbourg) et Saint-Omer-Cappelle. Le nom de Pays de l'Angle venait du fait qu'il se trouvait dans une langue de terre formée par le confluent de trois rivières : l'Aa, la Hem et le Mardyck.
Le Pays de l'Angle relevait de la châtellenie de Bourbourg du XIe siècle au milieu du XIIIe siècle date à laquelle il fut érigé en châtellenie autonome.
La châtellenie du Pays de l'Angle reçut en 1240 du Comte de Flandres Thomas II de Piémont (Thomas de Savoie) et de son épouse Jeanne de Constantinople une keure ou charte donnant des droits et privilèges identique à celles données aux châtellenies de Bourbourg, Bergues, Furnes. En 1241, ils donnent le produit des tailles (impôts) levées dans le Pays de l'Angle irait à la châtellenie et en 1244 la Comtesse Marguerite de Constantinople défendit aux hommes de Bourbourg de prendre quoi que ce soit dans le Pays de l'Angle (l'interdiction formulée laisse supposer que ce rappel était nécessaire).
La châtellenie du Pays de l'Angle passa ensuite dans les biens des Comtes de Guînes : en 1248, Arnoul III de Guînes rend hommage à Robert Comte d'Artois (Robert Ier d'Artois) pour la forteresse et le Comté de Guînes, la baronnie d'Ardres et la châtellenie de l'Angle (Robert d'Artois avait reçu de Saint Louis son frère en 1237 à sa majorité l'Artois érigé en Comté en application de la volonté de leur père Louis VIII). Et en 1248, Robert d'Artois confirma les privilèges concédés au Pays de l'Angle (une certaine autonomie administrative, droit de justice et autres droits attachés à la châtellenie).
En 1402, la canalisation de l'Aa sépara de façon plus nette Bourbourg du Pays de l'Angle, accentuant ainsi la séparation entre la Flandre et l'Artois.
Saint-Folquin et le Pays de l'Angle furent disputés, conquis, perdus, reconquis pendant des siècles entre Anglais, Espagnols, Français jusqu'en septembre 1678 où par les traités de Nimègue ils furent définitivement rattachés à la France.
En 1790, Saint-Folquin devint chef-lieu de canton des quatre communes du Pays de l'Angle jusqu'en 1801, date de son rattachement au canton d'Audruicq.
D'après l'historien français Auguste de Loisne : « Saint-Folquin, en 1789, faisait partie du Pays de Langle, dont il suivait la coutume, et dépendait du bailliage de Saint-Omer. Son église paroissiale, d'abord diocèse de Thérouanne, doyenné de Marck, puis diocèse de Saint-Omer, doyenné d'Audruicq, était consacrée à saint Folquin ; l'abbé de Saint-Bertin présentait à la cure. »

### Première Guerre mondiale
Pendant la Première Guerre mondiale, Saint-Folquin dépend du commandement d'étapes (élément de l'armée organisant le stationnement de troupes, comprenant souvent des chevaux, pendant un temps plus ou moins long, sur les communes dépendant du groupement , en arrière du front), ayant son siège à  Nouvelle-Église. Le 31 juillet 1917, un brigadier de gendarmerie du poste de Saint-Folquin a conduit au camp anglais d'Audruicq, deux indochinois déserteurs.
Le commandement d'étapes est transféré à Saint-Folquin le 1er décembre 1917, coordonnant dès lors les stationnements de troupes sur Guemps, Vieille-Église, Nouvelle-Église, Sainte-Marie-Kerque, Pont d'Oye (hameau d'Oye-Plage), Bourbourg, Saint-Pierre-Brouck, Capelle-Brouck, Offekerque, Saint-Omer-Capelle, jusqu'à Coppenaxfort. Il va y rester jusqu'au 27 mars 1918.
Malgré la censure qui surveille ce que prévoient de publier les journaux avant que ceux-ci ne sortent, le commandement d'étapes reçoit parfois l'ordre de faire saisir un journal en raison d'articles estimés litigieux, ainsi le 7 décembre 1917, le journal L'Éveil du 6 décembre, le 10 décembre, le journal Le Pays du 9 décembre, etc. Le 1er janvier 1918, l'ordre reçu consiste à faire saisir une carte de France imprimée à Paris qui indique le secteur occupé par les troupes américaines. Le 11 février 1918, ce sont des journaux russes qu'il faut saisir. Et dans les semaines qui suivent, de tels ordres de saisie de journaux continuent régulièrement.
Le commandement d'étapes reçoit régulièrement des avis de raids d'avions ennemis ce qui provoque l'extinction des feux, il semble qu'il y ait plus souvent de messages d'alertes que de raids effectifs (alertes levées au bout de 10–20 minutes, etc..
À Saint-Folquin, stationnent entre autres une section de D.C.A. (défense contre l'aviation) anglaise ainsi qu'un poste de gendarmerie belge.
Un ouragan s'est abattu dans la nuit du 15 au 16 janvier 1918 sur Saint-Folquin et les communes environnantes. La tempête a arraché plusieurs arbres tombés sur les routes et bloquant la circulation. Des watergangs (watringues) ont débordé et ont envahi les champs et même les chaussées. La circulation d'abord suspendue a pu reprendre le 16 vers 11 heures. Aucun accident de personne n'est à déplorer.
Le 26 janvier 1918, deux gendarmes du poste de Saint-Folquin, ont poursuivi pendant trois heures sur les territoires des communes de Saint-Folquin, Saint-Omer-Capelle et Vieille-Église un belge réfractaire à la loi militaire. Pris par les gendarmes, il a été conduit à Bourbourg pour être remis à l'autorité militaire belge.
Des avions ennemis ont fait une incursion dans le commandement d'étapes au cours de la nuit du 25 au 26 janvier 1918. Les alliés ont tiré sur eux et une partie de la fusée d'un obus allié est tombé sur une maison habitée par Mr. Fontaine fils, instituteur à Saint-Folquin. L'éclat a pénétré par le toit et est tombé dans la chambre à coucher où il a brisé un poêle. Les dégâts sont estimés à 45 francs. Cette même nuit, deux bombes sont tombées dans la plaine sur le territoire de Saint-Folquin, à proximité de l'Aa côté sud juste en face du Guindal.
Le 2 mars 1918, vers 14 h 00, a été trouvé, sur la commune de Saint-Folquin, accroché à un arbre, un ballon d'essai allemand . Un paquet était fixé au ballon et contenait vingt exemplaires de la Gazette des Ardennes du 14 février 1918. Le ballon et tous les exemplaires ont été saisis par le poste de gendarmerie de Saint-Folquin et adressés par lui au lieutenant de gendarmerie commandant la Prévôté des Étapes à Gravelines.
Lorsqu'un raid aérien ennemi est annoncé, le responsable du commandement d'étapes fait prévenir toutes les communes qui font partie du groupe afin que soit appliquée la principale consigne donnée dans cette situation : masquer les lumières. Le 22 mars, ce responsable signale, il l'avait déjà fait le 21 janvier 1918, qu'il ne peut prévenir par téléphone trois communes : Nouvelle-Église, Guemps et Offekerque, et ne dispose donc d'aucun moyen efficace pour faire parvenir le signal. À la date du 22 mars, les sécheries de chicorée situées sur les trois communes ne fonctionnent plus, ce qui rend moins essentiel de pouvoir faire parvenir le message d'alerte. La situation ne va pas s'arranger, le 26 mars 1918, le chef e bataillon responsable du commandement d'étapes signale que depuis le 24 mars, les communications téléphoniques sont interrompues avec le central de Vieille-Église, et que de ce fait, il est complètement isolé.
Une bombe est tombée dans la nuit du 21 au 22 mars à Saint-Folquin. Elle a fait quelques dégâts matériels mais ni blessé ni tué.

### Depuis 1945
Par arrêté préfectoral du 20 décembre 2016, la commune est détachée le 1er janvier 2017 de l'arrondissement de Saint-Omer pour intégrer l'arrondissement de Calais.

## Politique et administration

### Découpage territorial
La commune se trouve dans l'arrondissement de Calais du département du Pas-de-Calais.

#### Commune et intercommunalités
La commune est membre de la communauté de communes de la Région d'Audruicq qui regroupe 15 communes et totalise 28 077 habitants en 2021.

#### Circonscriptions administratives
La commune est rattachée au canton de Marck.

#### Circonscriptions électorales
Pour l'élection des députés, la commune fait partie de la septième circonscription du Pas-de-Calais.

### Élections municipales et communautaires

#### Liste des maires
| Période   | Période                    | Identité                      | Étiquette   | Qualité                                                                                           |
| --------- | -------------------------- | ----------------------------- | ----------- | ------------------------------------------------------------------------------------------------- |
| 1790      |                            | Jean Baptiste Quentin Baude   |             |                                                                                                   |
| 1793      |                            | Jean Louis Guillaume Doyelle  |             |                                                                                                   |
| 1795      | 1797                       | Jean-Baptiste Folquin Doyelle |             |                                                                                                   |
| 1798      |                            | Gabriel Dereudre-Dégrez       |             |                                                                                                   |
| 1799      | 1818                       | François Honvault             |             |                                                                                                   |
| 1819      | 1843                       | Jean Baptiste Stoclin         |             |                                                                                                   |
| 1843      | 1848                       | Antoine Lambert               |             |                                                                                                   |
| 1848      | 1850                       | Jean Baptiste Stoclin         |             |                                                                                                   |
| 1850      | 1865                       | Jean-François Leuliette       |             |                                                                                                   |
| 1865      | 1888                       | Désiré Lambert                |             |                                                                                                   |
| 1888      | 1919                       | Isidore Lambert-Évrard        | Républicain | Cultivateur Conseiller d'arrondissement (1889 → 1919)                                             |
| 1919      | 1925                       | Louis Lengagne                |             |                                                                                                   |
| 1925      | 1937                       | Léon Coustre                  | RG          |                                                                                                   |
| 1937      | 1968                       | Maurice Lambert               | FR          | Conseiller d'arrondissement (1937 → 1940)                                                         |
| 1968      | 1989                       | Alain Lambert                 |             | Commerçant Président du SIVOM de la région d'Audruicq                                             |
| mars 1989 | En cours (au 5 avril 2022) | Yves Engrand                  | DVD         | Entrepreneur de travaux agricoles Réélu pour le mandat 2014-2020, Réélu pour le mandat 2020-2026, |

## Population et société

### Démographie
Les habitants sont appelés les Saint-Folquinois.

#### Évolution démographique
L'évolution du nombre d'habitants est connue à travers les recensements de la population effectués dans la commune depuis 1793. Pour les communes de moins de 10 000 habitants, une enquête de recensement portant sur toute la population est réalisée tous les cinq ans, les populations de référence des années intermédiaires étant quant à elles estimées par interpolation ou extrapolation. Pour la commune, le premier recensement exhaustif entrant dans le cadre du nouveau dispositif a été réalisé en 2007.

En 2022, la commune comptait 2 339 habitants, en évolution de +5,36 % par rapport à 2016 (Pas-de-Calais : −0,72 %, France hors Mayotte : +2,11 %).
| 1793 | 1800 | 1806 | 1821 | 1831  | 1836  | 1841  | 1846  | 1851  |
| ---- | ---- | ---- | ---- | ----- | ----- | ----- | ----- | ----- |
| 900  | 820  | 926  | 994  | 1 027 | 1 068 | 1 076 | 1 174 | 1 235 |

| 1856  | 1861  | 1866  | 1872  | 1876  | 1881  | 1886  | 1891  | 1896  |
| ----- | ----- | ----- | ----- | ----- | ----- | ----- | ----- | ----- |
| 1 295 | 1 291 | 1 443 | 1 433 | 1 424 | 1 428 | 1 342 | 1 340 | 1 356 |

| 1901  | 1906  | 1911  | 1921  | 1926  | 1931  | 1936  | 1946  | 1954  |
| ----- | ----- | ----- | ----- | ----- | ----- | ----- | ----- | ----- |
| 1 450 | 1 492 | 1 607 | 1 496 | 1 530 | 1 528 | 1 490 | 1 433 | 1 455 |

| 1962  | 1968  | 1975  | 1982  | 1990  | 1999  | 2006  | 2007  | 2012  |
| ----- | ----- | ----- | ----- | ----- | ----- | ----- | ----- | ----- |
| 1 415 | 1 335 | 1 383 | 1 754 | 1 973 | 2 062 | 2 242 | 2 267 | 2 167 |

| 2017  | 2022  | - | - | - | - | - | - | - |
| ----- | ----- | - | - | - | - | - | - | - |
| 2 248 | 2 339 | - | - | - | - | - | - | - |

#### Pyramide des âges
En 2018, le taux de personnes d'un âge inférieur à 30 ans s'élève à 33,8 %, soit en dessous de la moyenne départementale (36,7 %). De même, le taux de personnes d'âge supérieur à 60 ans est de 23,9 % la même année, alors qu'il est de 24,9 % au niveau départemental.
En 2018, la commune comptait 1 183 hommes pour 1 120 femmes, soit un taux de 51,37 % d'hommes, largement supérieur au taux départemental (48,50 %).
Les pyramides des âges de la commune et du département s'établissent comme suit.
| Hommes | Classe d’âge | Femmes |
| ------ | ------------ | ------ |
| 0,3    | 90 ou +      | 1,1    |
| 4,2    | 75-89 ans    | 5,4    |
| 18,0   | 60-74 ans    | 18,8   |
| 22,8   | 45-59 ans    | 23,1   |
| 18,7   | 30-44 ans    | 20,4   |
| 15,0   | 15-29 ans    | 14,1   |
| 21,1   | 0-14 ans     | 17,1   |

| Hommes | Classe d’âge | Femmes |
| ------ | ------------ | ------ |
| 0,5    | 90 ou +      | 1,6    |
| 5,6    | 75-89 ans    | 8,9    |
| 16,7   | 60-74 ans    | 18,1   |
| 20,2   | 45-59 ans    | 19,2   |
| 18,9   | 30-44 ans    | 18,1   |
| 18,2   | 15-29 ans    | 16,2   |
| 19,9   | 0-14 ans     | 17,9   |

## Culture locale et patrimoine

### Lieux et monuments
- L'église saint-Folquin, à deux nefs, est construite en 1644 par Gaston d'Orléans, détruite partiellement par Turenne et restaurée en 1661. Un reliquaire de saint Folquin du XVe siècle, la cloche et un retable du XVIIIe siècle, ainsi que plusieurs statues sont classés monuments historiques à titre d'objets. Une pietà, monument aux morts de la paroisse, date de 1921 et les vitraux de 1939.
- Le monument aux morts commémore les morts des guerres 1914-1918 et 1939-1945, et aussi les victimes belges du bombardement de 23 mai 1940[65].
- La statue de la Vierge à l'Enfant, 1944.
- Quatre séchoirs à chicorée, une filature de chanvre et de jute, une briqueterie, une scierie et une brasserie sont inventoriés dans la base Mérimée[66].

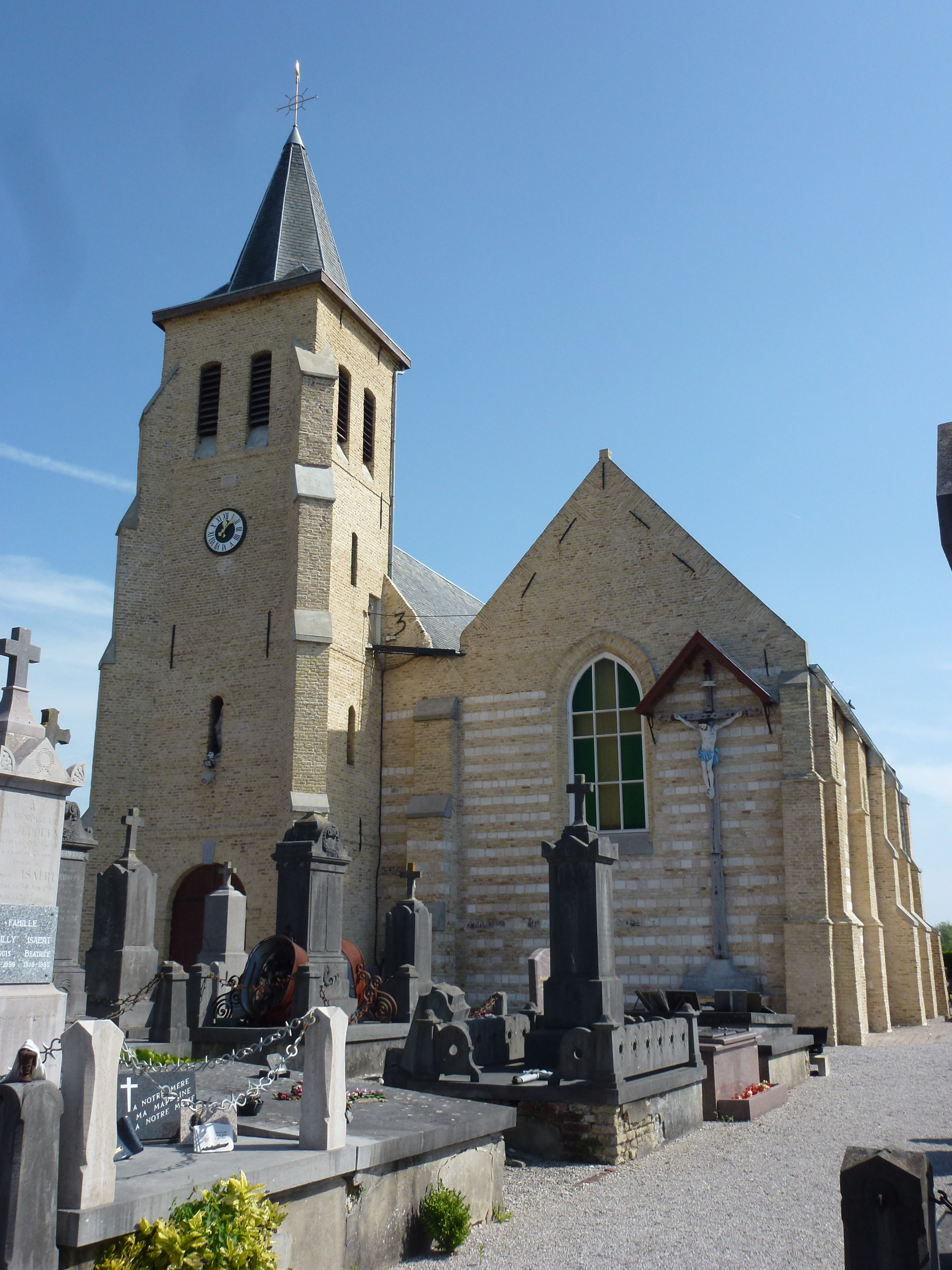
L'église saint-Folquin.
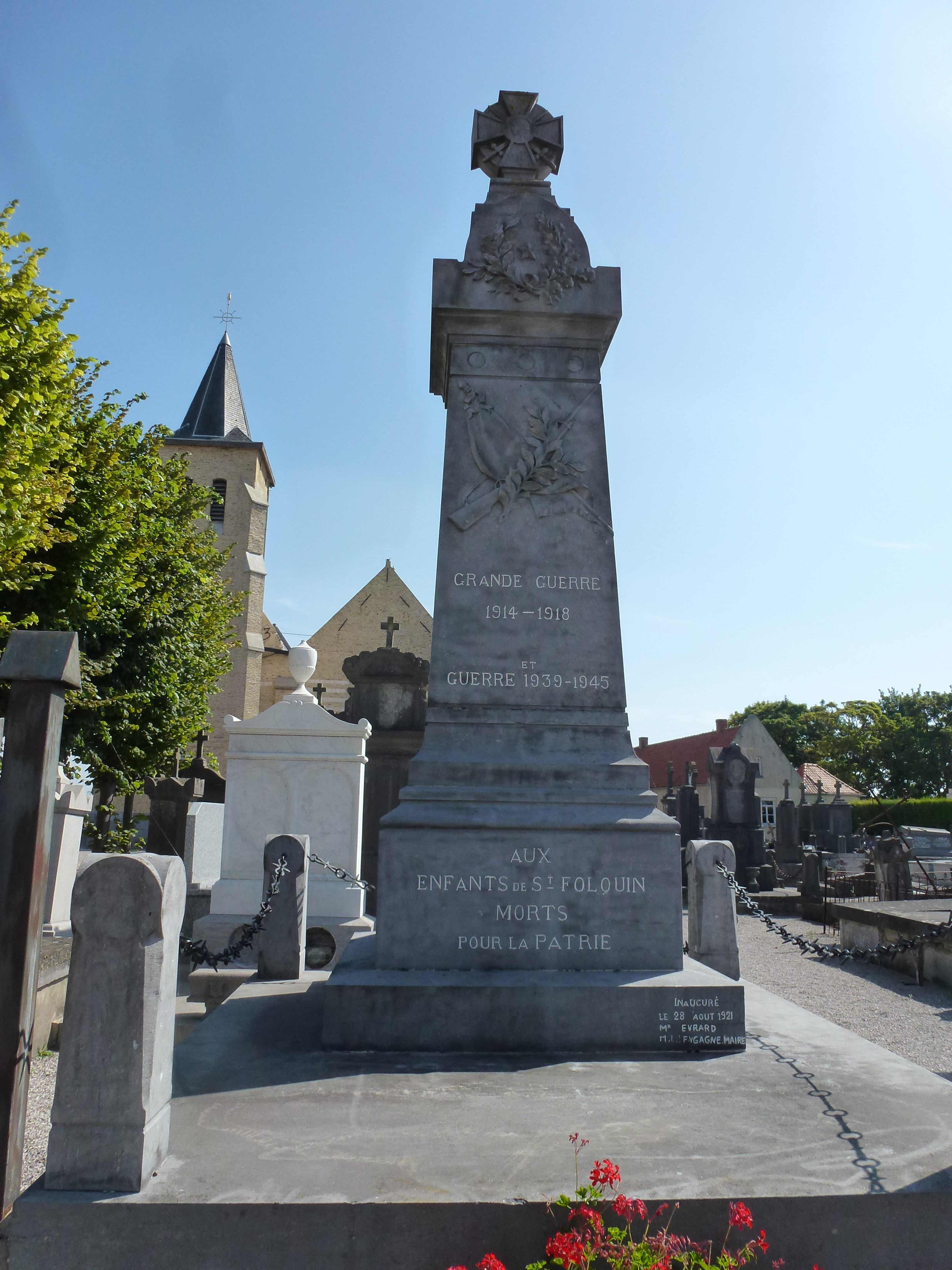
Le monument aux morts.
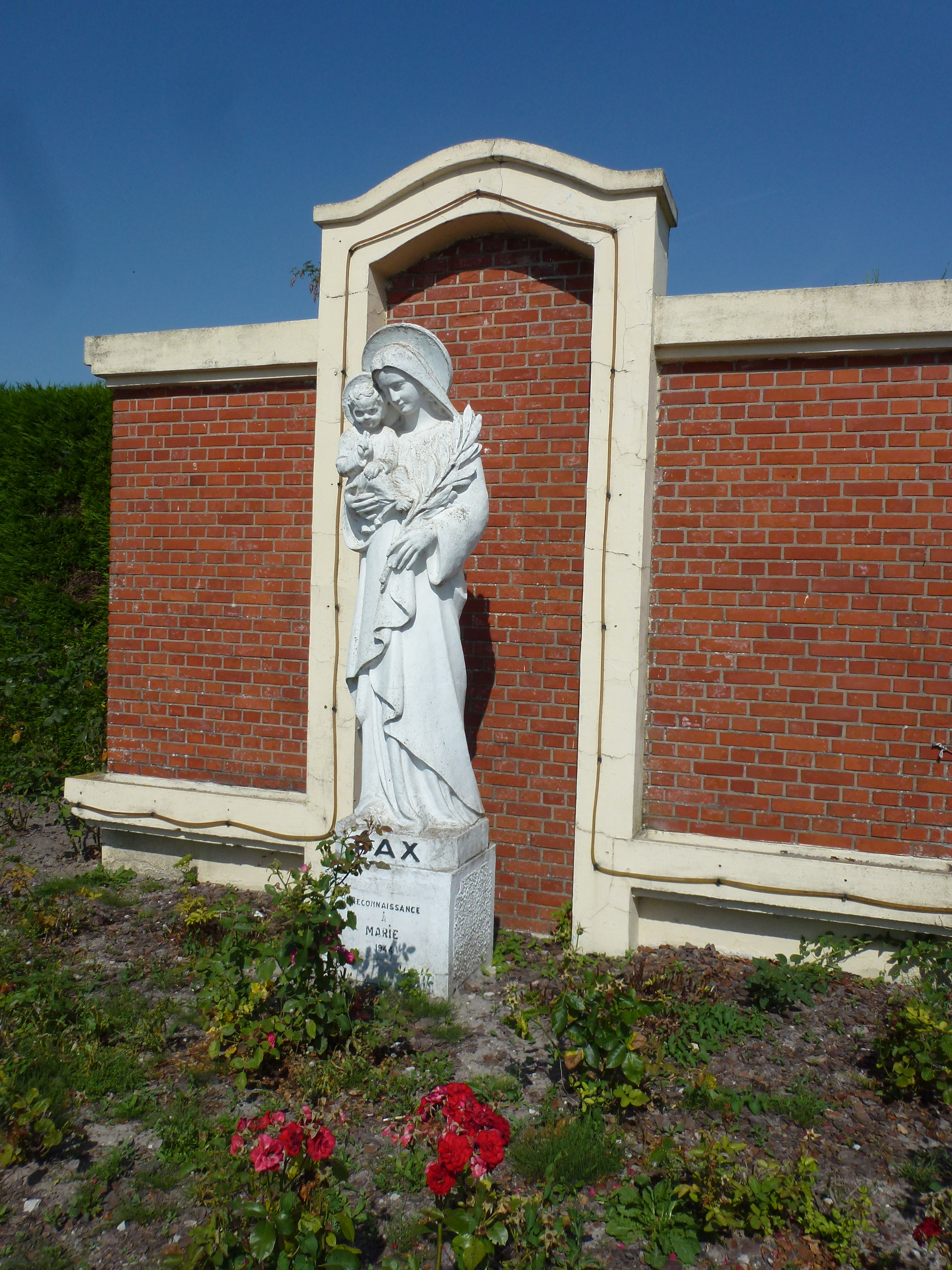
La statue de la Vierge à l'Enfant.

### Langues
Le flamand était encore parlé jusqu'au XIXe siècle.

### Personnalités liées à la commune
- Maria Verdure (1849-1878), communarde, née dans la commune.

### Héraldique
| Blason de Saint-Folquin | Blason  | Parti : au 1er de gueules à l'évêque bénissant de carnation, vêtu, crossé, mitré et nimbé d'or, au 2e vairé d'or et d'azur. Ornements extérieursCroix de guerre 1914-1918 |
| Blason de Saint-Folquin | Détails | Adopté par la municipalité le 24 janvier 1964. |

Ces armes évoquent à la fois saint Folquin et les armoiries de la maison de Guînes, seigneur du pays de Langle jusqu'au XIIIe siècle.

## Pour approfondir

#### Bases de données, dictionnaires et encyclopédies
- Ressources relatives à la géographie :   - Insee (communes)
  - Ldh/EHESS/Cassini
- Ressource relative à plusieurs domaines :   - Annuaire du service public français
- Notices d'autorité :   - BnF (données)